# بئر برهوت
بئر بَرهُوت «بفتح الباء وضم الهاء» مسمًى لبئر غير معروفة ولا موصوفة، ذُكرت في مرويات التاريخ والأثر بأنها في وادٍ بحضرموت باليمن يُسمّى وادي برهوت، وقد وردت «ماء برهوت» في حديثًا يروى عن النبي محمد ﷺ يصفها بأنها شرّ ماء على وجه الأرض.

## مما ذكر حولها
- روى الطبراني في معجمه الكبير عن ابن عباس قال: قال رسول الله ﷺ: «خير ماء على وجه الأرض ماء زمزم، فيه طعام من الطعم، وشفاء من السقم، وشر ماء على وجه الأرض ماء برهوت بقية حضرموت كرجل الجراد من الهوام، يصبح يتدفق، ويمسي لا بلال بها.»[1]

«رِجْلُ الجراد: الطائفة أو الجماعة الكبيرة من الجراد»
- قال الزمخشري: برهوت بئر بحضرموت، يقال إن بها أرواح الكفار، واسم للبلد التي فيها هذا البئر، أو أراد باليمن.[1]

- قال ياقوت الحموي في معجم البلدان: «بُرهوْت» بضم الهاء وسكون الواو وتاء فوقها نقطتان: وادٍ باليمن يوضع فيه أرواح الكفار، وقيل برهوت بئر بحضرموت، وقيل: هو اسم للبلد الذي فيه هذه البئر، ورواه ابن دريد «بُرْهوت» بضم الباء وسكون الراء، وقيل: هو واد معروف.[1]

- رُوِيَ عن علي بن أبي طالب قوله أن: «أبغض البقاع إلى الله تعالى وادي برهوت بحضرموت فيه بئر ماؤها أسود منتن يأوي إليه أرواح الكفار».[3]

- ذكرها الإمام الشافعي في مذهبه، حيث قال أنَّ الماء المكروه ثمانية أنواع: المشمس، وشديد الحرارة، وشديد البرودة، وماء ديار ثمود إلا بئر الناقة، وماء ديار قوم لوط، وماء بئر برهوت، وماء أرض بابل، وماء بئر ذروان.[3]

- من القصص التي تروى عن البئر ما ذكره الأصمعي عن رجل حضرمي أنه قال: إنا نجد من ناحية برهوت رائحة منتنة فظيعة جداً فيأتينا الخبر أن عظيماً من عظماء الكفّار قد مات.

ويحكى أن رجلاً بات ليلة بهذا الوادي؛ قال: فكنت أسمع طول الليل «يا دومة يا دومة» فذكرت ذلك لبعض أهل العلم فقال: إن الملك الموكل بأرواح الكفار اسمه دومة.

## الموقع
لا يتضح من الروايات التاريخية أو الأحاديث النبوية الموقع الفعلي لبئر برهوت، ولا يُعلم عنه سوى أنه بئرٌ في إحدى وديان حضرموت يُعرف بوادي برهوت، هنالك اجتهادات وروايات متداولة ينسبها السكان المحليون لموقع البئر، لكن لا مراجع أو مصادر موثوقة تؤكد ذلك.
خسف فوجيت
حفرة خسف تقع في منطقة فوجيت التابعة لمديرية شحن في محافظة المهرة، يُطلق عليها السكان كذلك: بئر برهوت، يبلغ قطرها 30 مترًا عند السطح ويبلغ عمق قعرها 112 مترًا، لا يُرى داخلها إلا عندما تكون أشعة الشمس متعامدة تمامًا مع الفجوة، تسكنها الحمائم البيضاء والافاعي، ويُسمع صوت ماء جارٍ في أعماق البئر، ويحكى عنها الكثير من القصص والحكايات غير الموثقّة.
مغارة شرقي قرية تنعة
هي مغارة في إحدى الجبال شرقي محافظة حضرموت بالقرب من قرية تنعة، يقول السكان المحليون أنها هي المقصودة ببئر برهوت ويُطلقون عليها اسم «مغارة برهوت»، وهي مغارة مظلمة وعميقة تمكن الكثير من المستكشفين من دخولها والتصوير فيها، تعيش فيها الخفافيش والثعابين وتنتشر منها رائحة كبريتية بالإضافة إلى الرطوبة العالية.

خسف فوجيت في محافظة المهرة
مغارة برهوت بالقرب من قرية تنعة